# Lukáš Matůš
Lukáš Matůš (* 6. října 1980, Francova Lhota) je fotbalový útočník momentálně působící v DAC Dunajská Streda. V průběhu podzimu 2006 přišel do Bohemians 1905 z FK Kunovice, aby pomohl neproduktivnímu útoku. Šance však dostával jen střídavě. Na jaře 2006 prodělal plastiku křížových vazů, což poznamenalo jeho výkony. V Kunovicích vytvořil útočnou dvojici s Petrem Faldynou. Pohyblivý útočník, mezi jehož přednosti patří napadání soupeře a dohrávání soubojů.